# Śledziennica skrętolistna
Śledziennica skrętolistna (Chrysosplenium alternifolium L.) – gatunek rośliny z rodziny skalnicowatych. Występuje w Europie z wyjątkiem jej zachodnich i południowych krańców oraz w północnej Azji sięgając po Półwysep Czukocki. Jest pospolity w całej Polsce, zarówno na niżu, jak i w górach.

## Morfologia

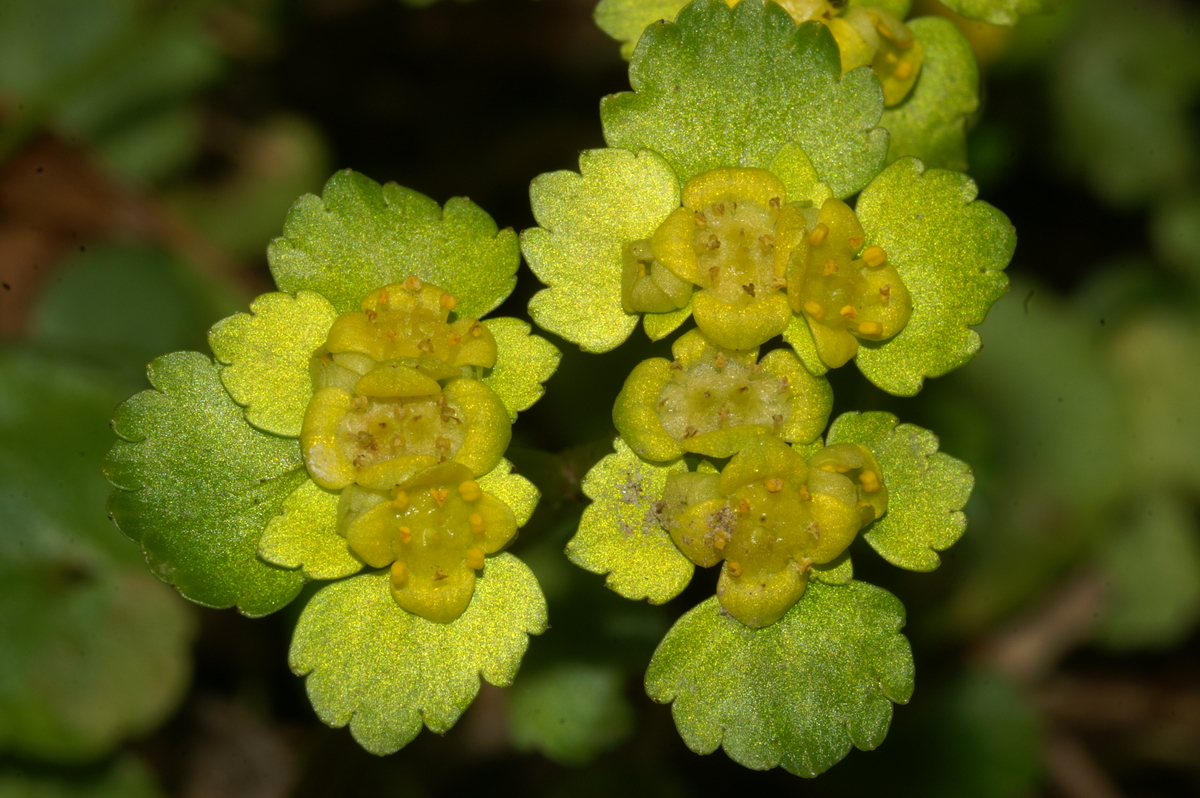
Kwiaty

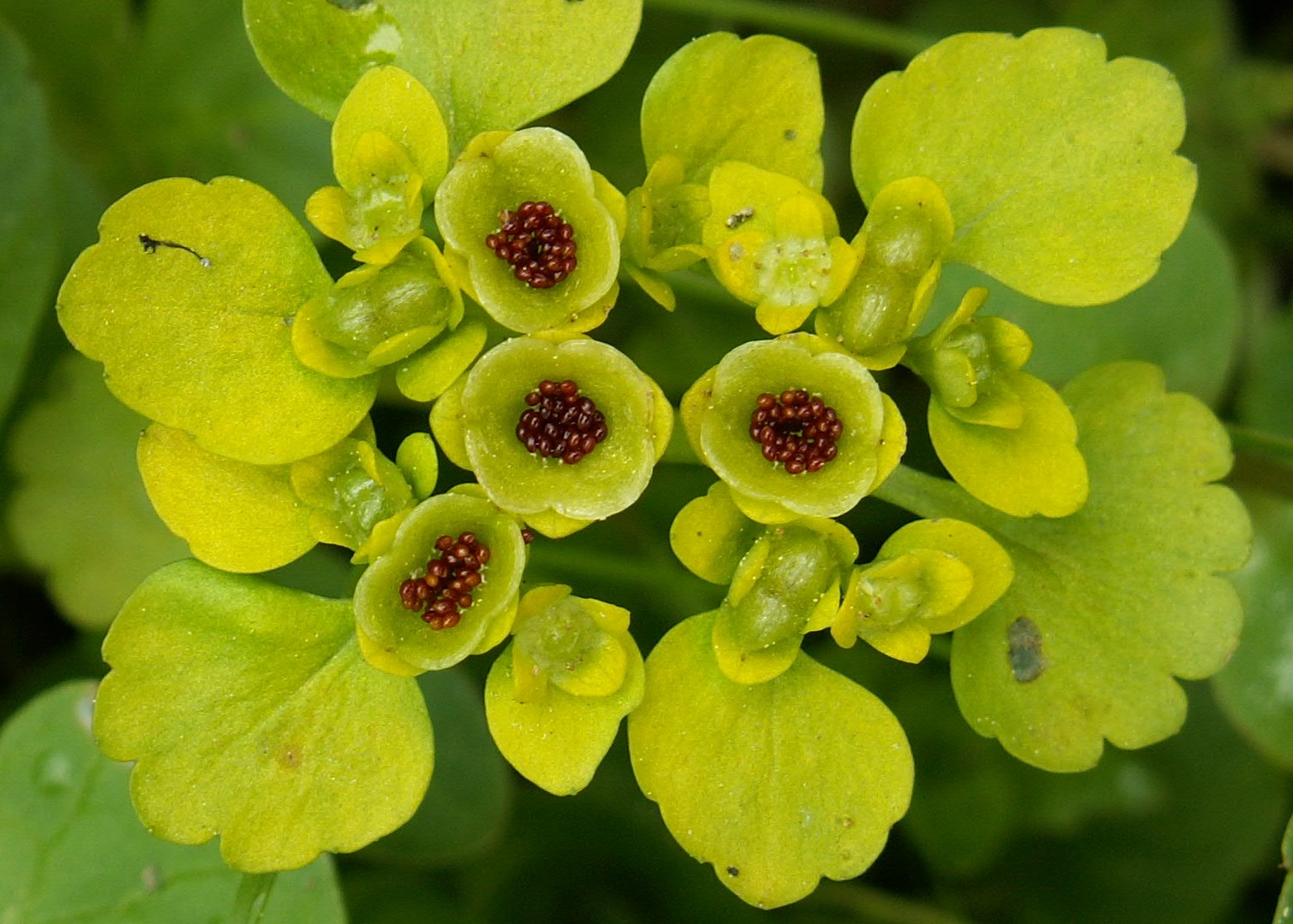
Owoce z nasionami

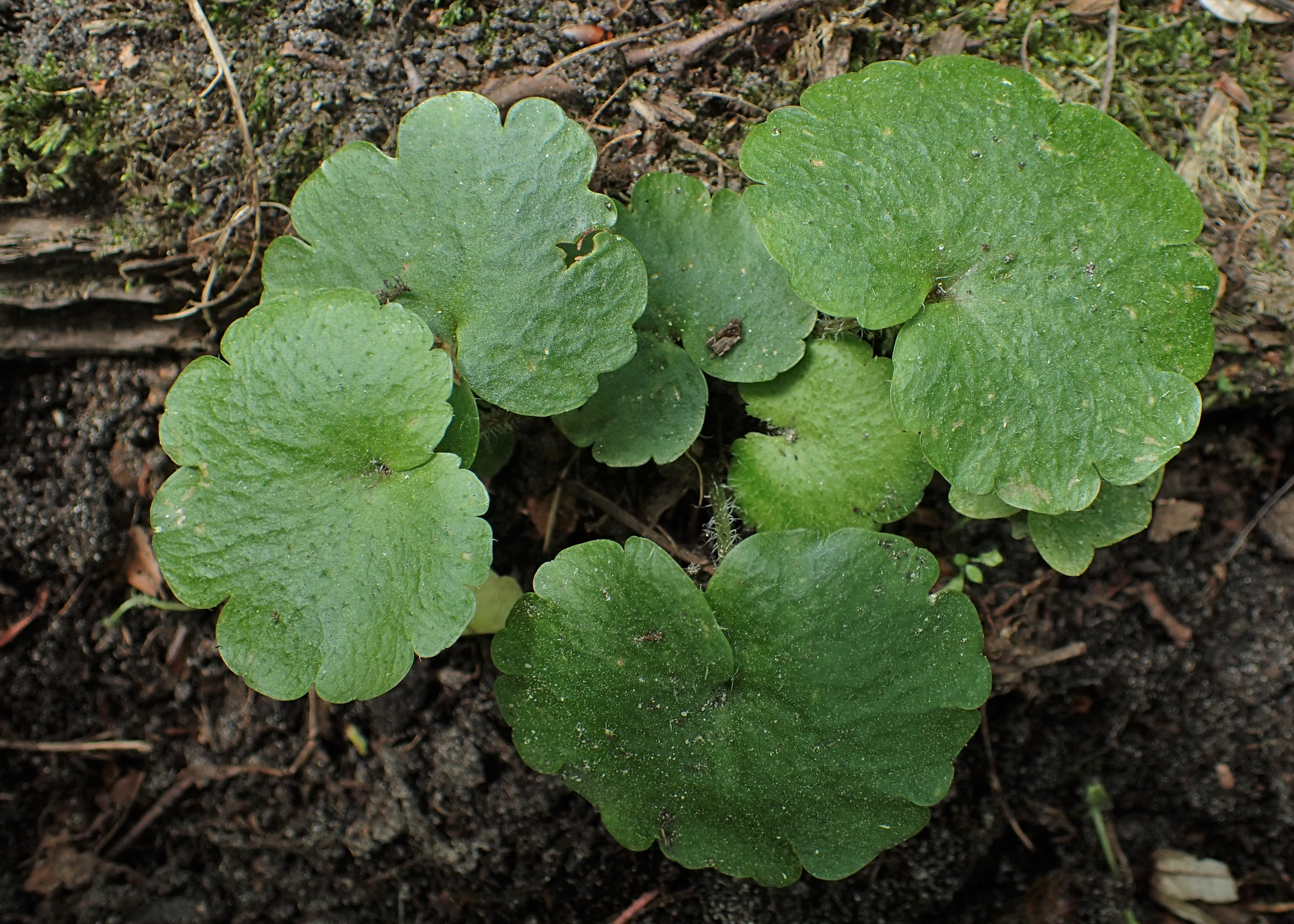
Liście odziomkowe

PokrójNiska, bladozielona roślina zielna o wysokości zwykle do 15 cm. Kłącze pełzające, z wyrastającymi z niego długimi rozłogami. Łodyga prosto wzniesiona.
LiścieLiście odziomkowe wyrastają na ogonkach dwukrotnie dłuższych od blaszki, liście łodygowe mają ogonki co najmniej tak długie, jak blaszka. Ułożone skrętolegle. Blaszki okrągławonerkowate, u nasady wcięte, o karbowano-wrębnych brzegach, o bardzo wąskich wcięciach między wrębami. Na górnej stronie blaszki nieliczne, grube włoski.
KwiatyNiepozorne, żółtozielone, zebrane w kwiatostan – baldachogrono. Rolę okwiatu pełnią wyłącznie działki kielicha, płatków korony brak. Kwiaty otoczone są złocistożółtymi liśćmi przykwiatowymi pełniącymi rolę powabni. Kwiaty przedsłupne lub równoczesne.
OwoceJednokomorowe torebki.

## Biologia i ekologia
Bylina, hemikryptofit. Kwitnie od marca do czerwca. Przeważnie roślina samopylna, czasami zapylana przez owady i ślimaki. 
Rośnie w miejscach wilgotnych, o bardzo wysokim poziomie wód gruntowych. Występuje na źródliskach, nad strumieniami i mokradłami w lasach i zaroślach. W klasyfikacji zbiorowisk roślinnych gatunek charakterystyczny dla All. Alno-Ulmion.

## Zmienność
Wyróżnia się dwa podgatunki:
- Chrysosplenium alternifolium subsp. alternifolium – nominatywny, występujący w całym zasięgu gatunku
- Chrysosplenium alternifolium subsp. arctomontanum V.V.Petrovsky – występujący w północno-wschodniej Azji